# 安柏荷

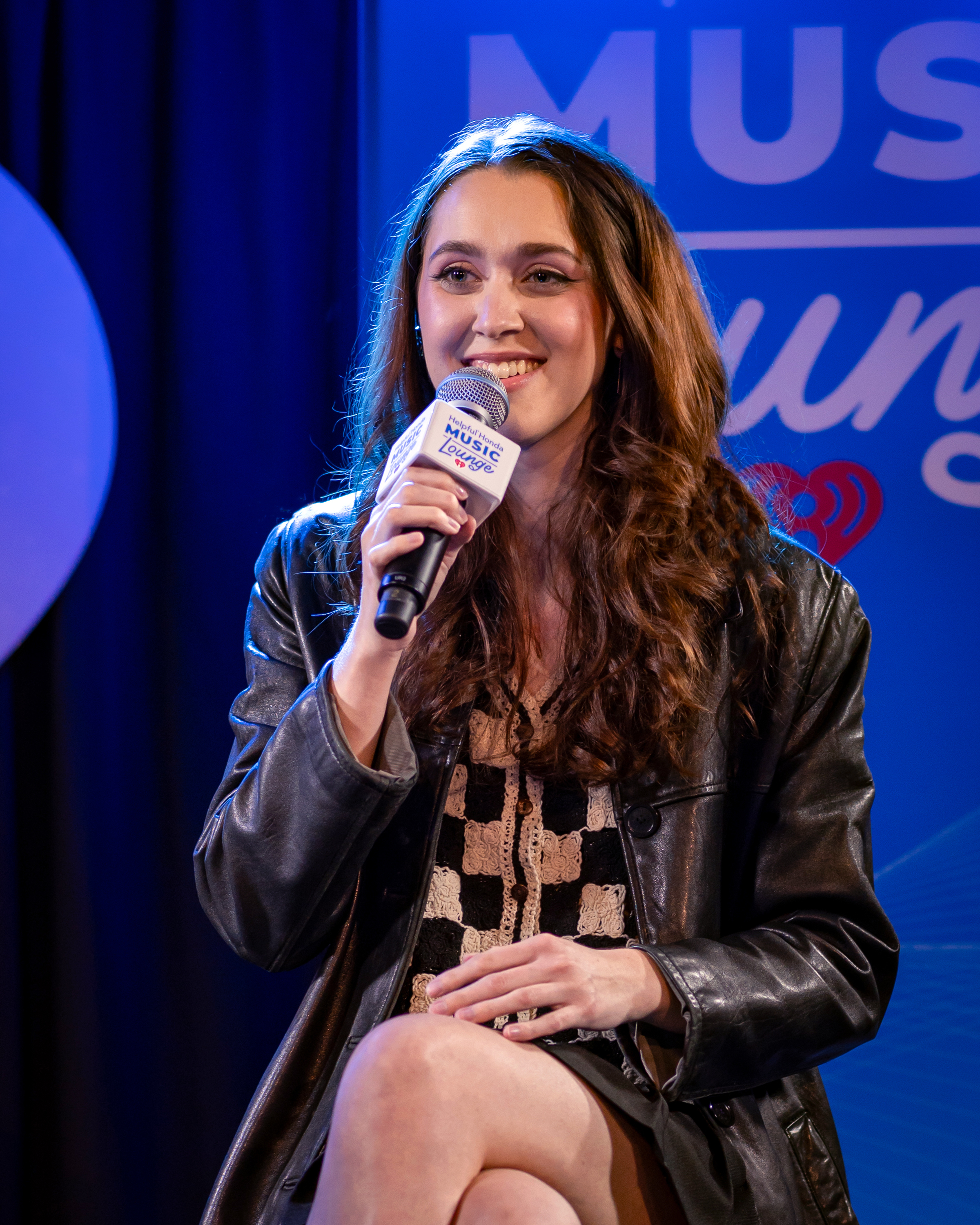
安柏荷的照片

安柏荷（本名Emily Beihold，发音/ˈbaɪhoʊld/，1999年1月21日—），是美国的一名創作歌手。她曾用藝名「EM」，在2017年发布了首张迷你專輯《Infrared》。2020年，她被音乐推广品牌Live2 LCC注意到，随后与她合作，帮助推广音乐。之后她发布了一系列单曲，并在社交媒体平台TikTok上因歌曲《City of Angels》的流行而受到关注。2021年5月28日发布了《土拨鼠日》（英語：Groundhog Day），这首歌也通过TikTok获得了人气。随后，她被聯眾唱片签约，发布了她最成功的单曲《Numb Little Bug》。2022年5月发布了单曲《Too Precious》。